# Estación de carga

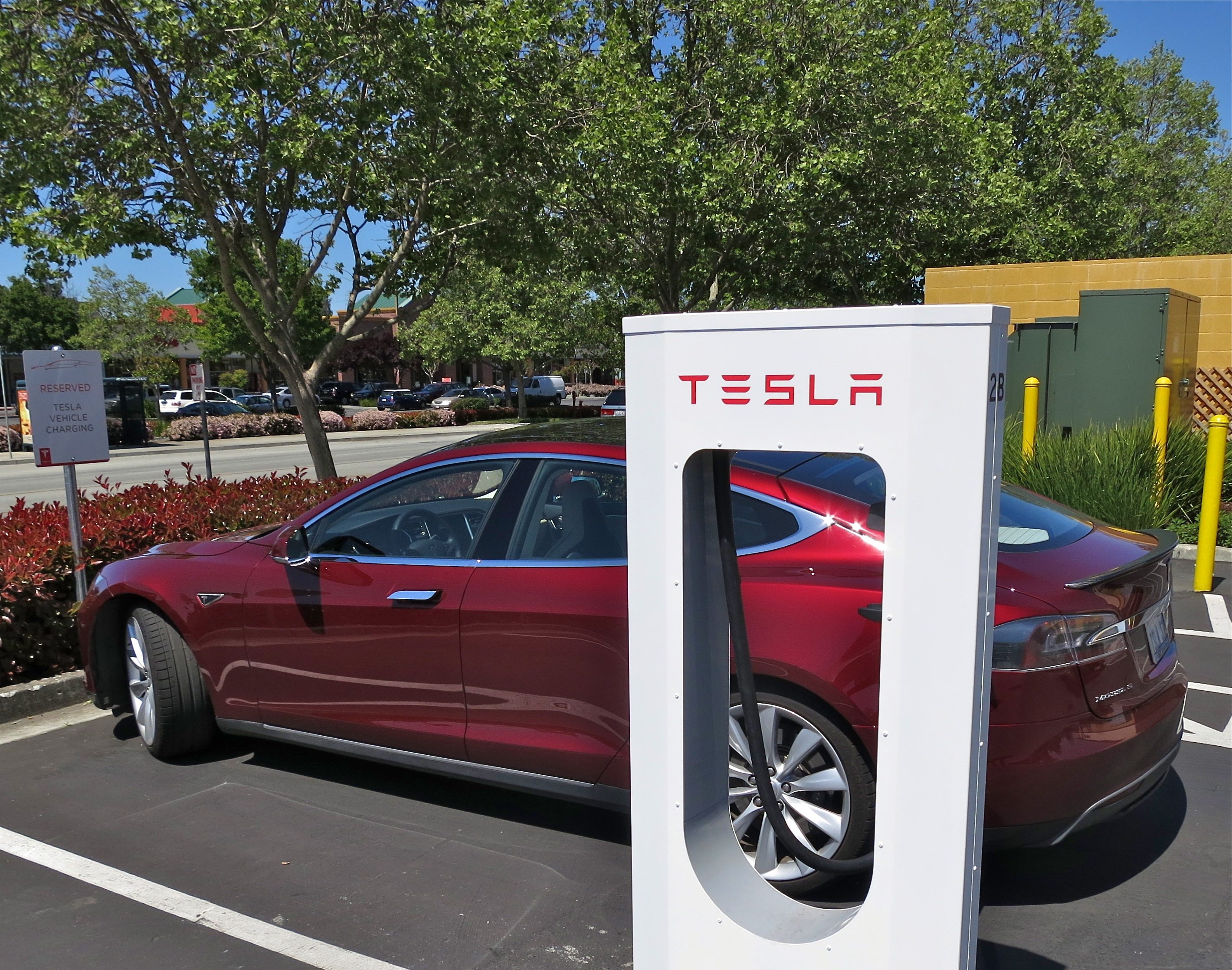
Estación de carga gratuita de Tesla Motors de 120 kW de potencia que en 30 minutos aporta una autonomía de unos 450 km.

Señal internacional de tráfico, en el dominio público, indicando una estación de carga

Señal de prohibido estacionamiento para plazas de vehículo eléctrico

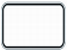
Se suele poner con la señal de prohibido estacionamiento, con el texto "excepto vehículos eléctricos en situación de recarga - Tiempo máximo XX horas

Una estación de carga o electrolinera, es un lugar que provee electricidad para la recarga rápida de las baterías de los vehículos eléctricos, incluyendo los vehículos híbridos enchufables, mediante procedimientos que no llevan más de diez minutos (dispensadores rápidos de electricidad o estación de recambio de baterías).
Los diseños importantes incluyen Park & Charge, N-2-S y iGSEGeS en Europa, así como Columb Technologies en América. PARVE es un diseño abierto con unidades de enchufes apto para construcción artesanal.
Hoy en día, el desarrollo de estas instalaciones está dividido en dos conceptos diferentes: los sistemas de recarga de baterías y los sistemas de cambio de batería.

## Infraestructura
La infraestructura de recarga es el conjunto de dispositivos físicos y lógicos, destinados a la recarga de los vehículos eléctricos que cumplan los requisitos 
de seguridad y disponibilidad previstos para cada caso, con capacidad para prestar servicio de recarga de forma completa e integral. Incluye las estaciones de recarga, el sistema de control, 
canalizaciones eléctricas, los cuadros eléctricos de mando y protección y los equipos de medida, cuando estos sean 
exclusivos para la recarga del vehículo eléctrico.
Los vehículos eléctricos no necesariamente necesitan infraestructura nueva: encuestas sobre los coches eléctricos en 2017 han mostrado que más de la mitad de los hogares en los Estados Unidos tienen acceso a un enchufe para cargar sus coches. Crear infraestructura nueva para cargar estos vehículos para la gente que no tiene tal acceso o quiera cargarlo en la calle, es un reto mucho menor que desarrollar un nuevo tipo de combustible.
Aunque la mayoría del manejo sucede localmente sin ningún tipo de carga rápida, los viajes largos entre ciudades siguen necesitando de una red de estaciones para extender el uso de vehículos eléctricos para recorrer grandes distancias.
Las estaciones de carga de uso público suelen ser sistemas automáticos de auto-servicio. Para pagar la energía consumida durante el proceso de carga de las baterías se han implantado diferentes soluciones en que los usuarios se identifican mediante algún sistema que les permite el pago. En algunas ocasiones también se identifican los vehículos mediante una etiqueta RFID que lee el sistema antes de realizar el servicio.
El sistema de Tesla Motors, el supercargador, es gratuito para los Model S y X que tienen esta opción activa.

## Sistemas de recarga de baterías

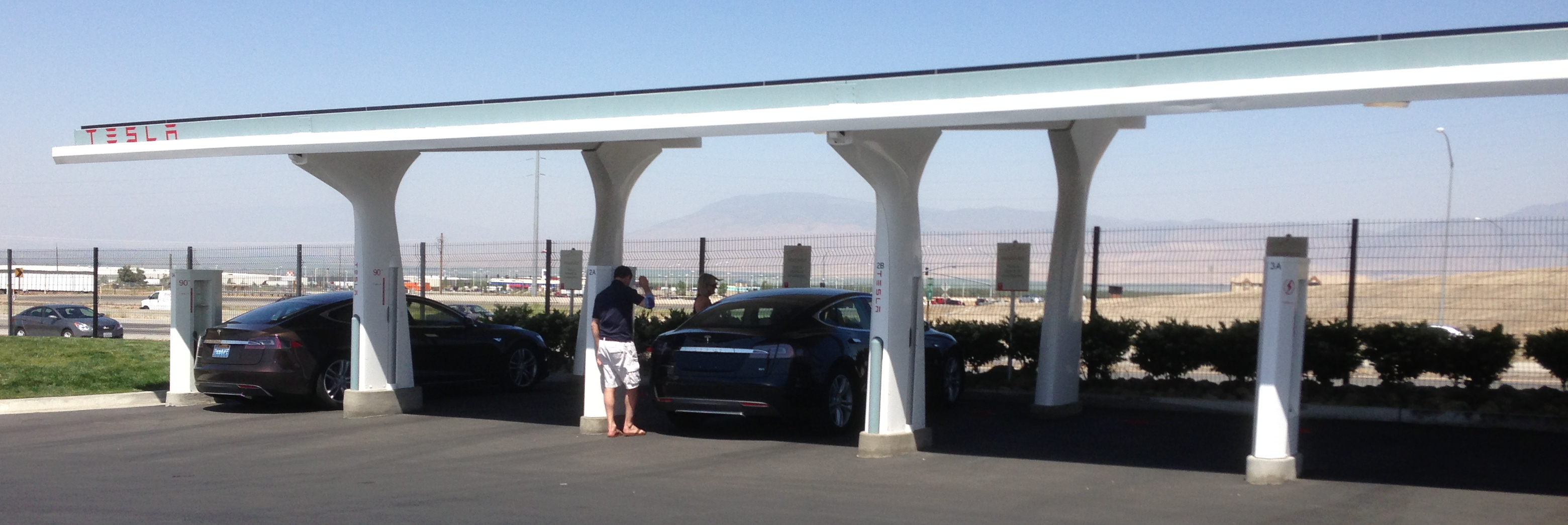
Una fotolinera es
una estación de recarga alimentada por energía solar mediante paneles instalados en la cubierta. Electrolinera de California

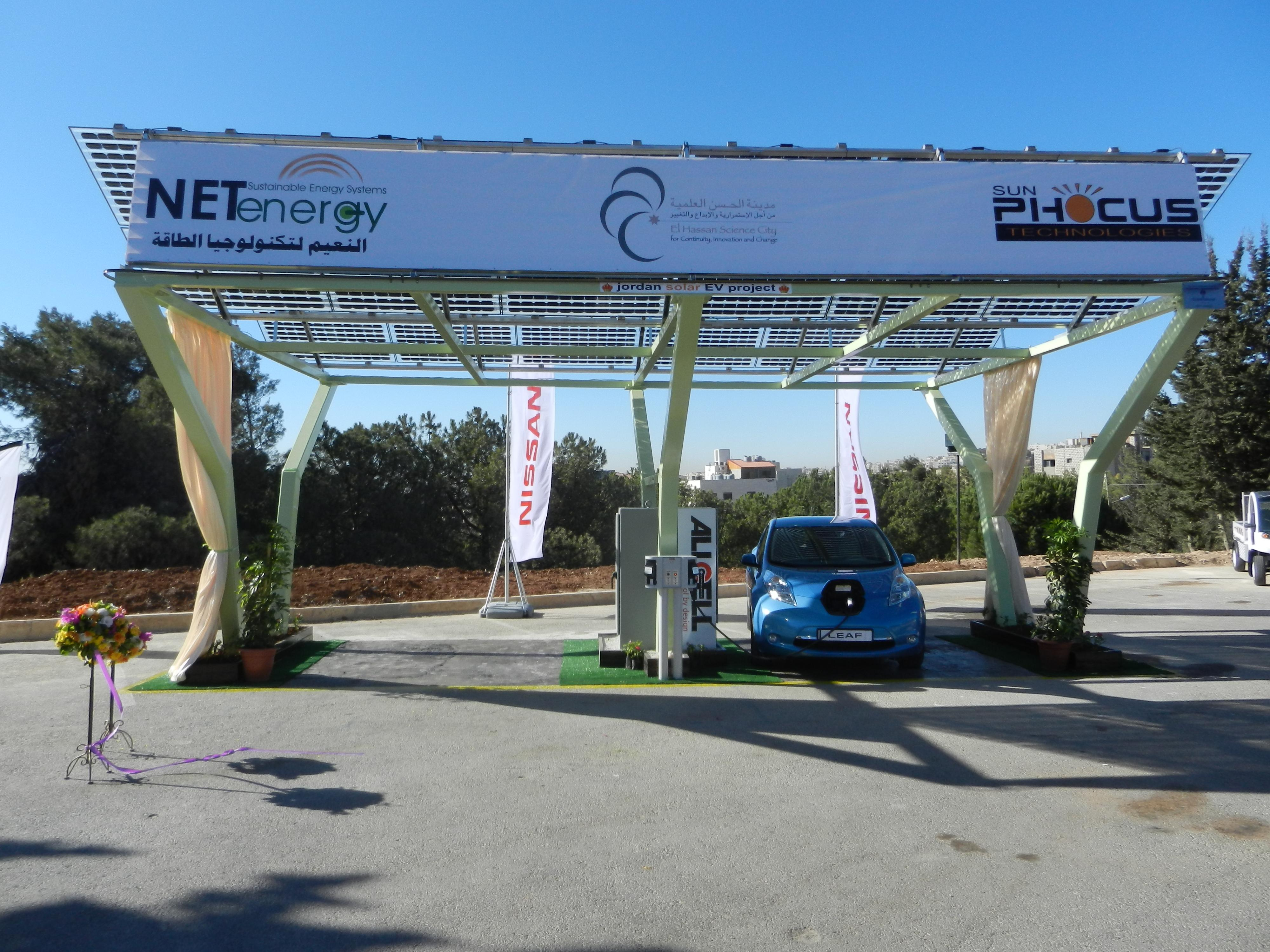
Estación de carga alimentada por energía solar mediante paneles instalados en la cubierta en Amán

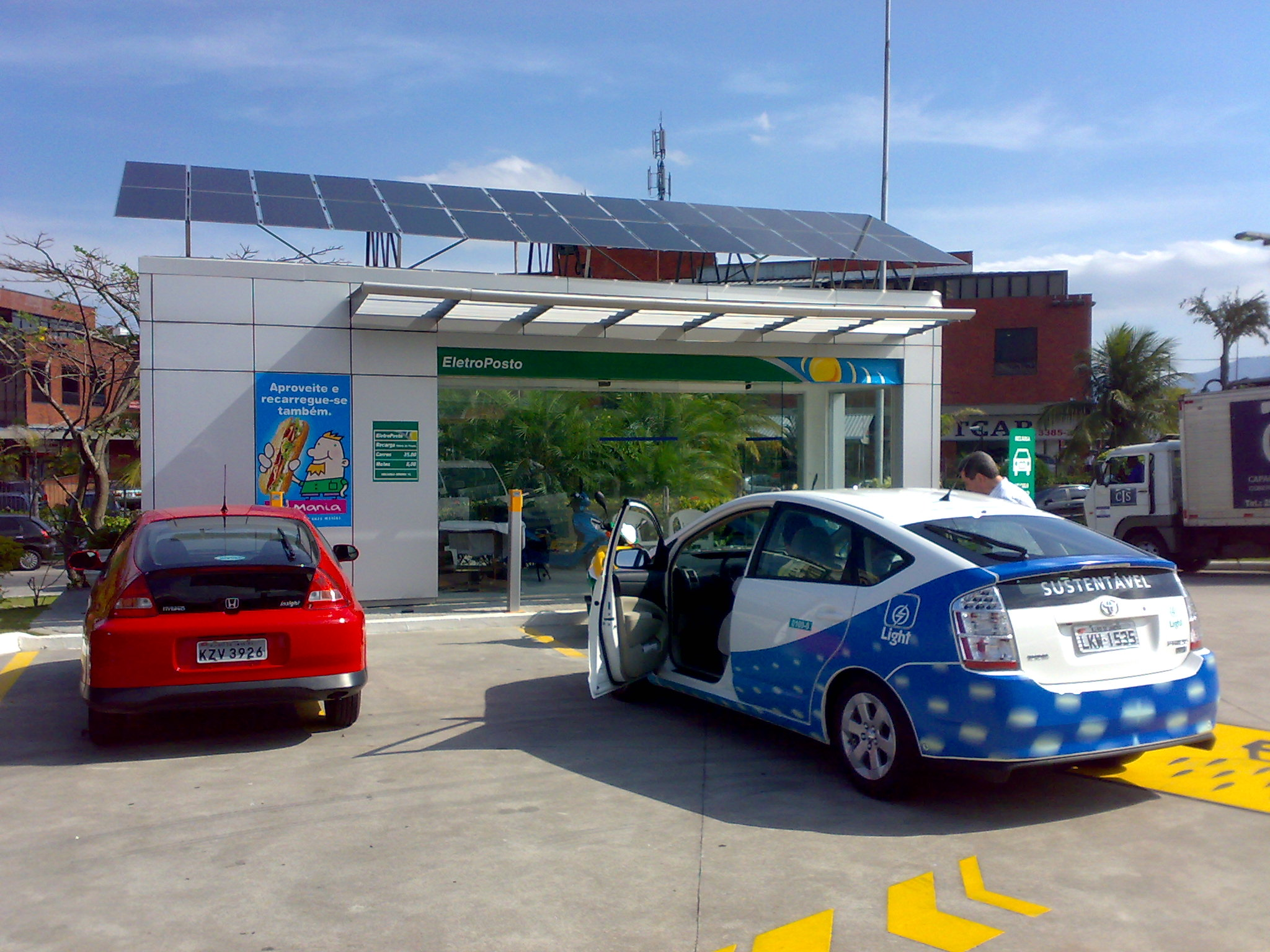
Estación de carga alimentada por energía solar mediante paneles instalados en la cubierta en Río de Janeiro

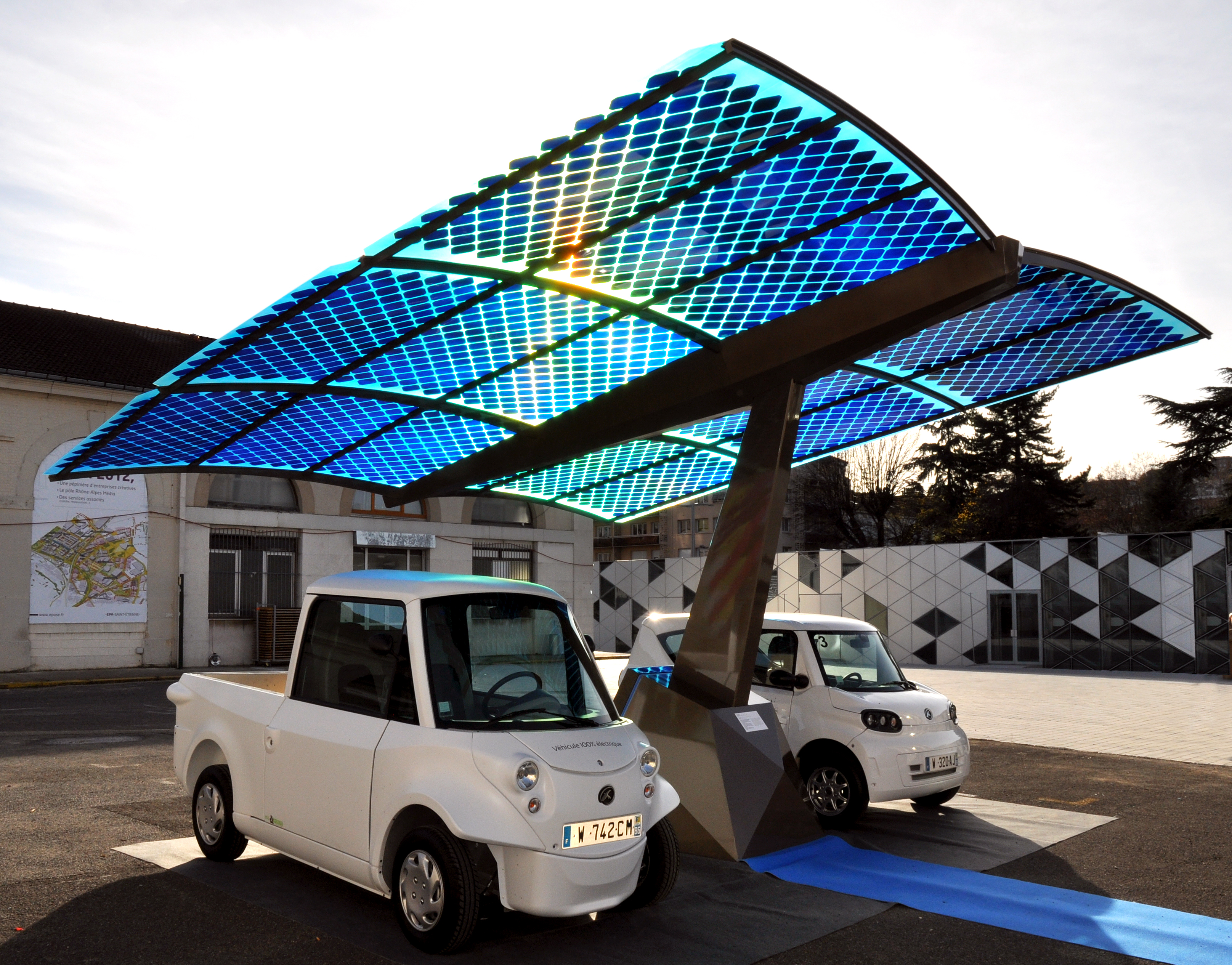
Estación de carga móvil alimentada por energía solar en Francia

Son estaciones en las que el vehículo (vehículo enchufable), se conecta directamente a la red eléctrica. Si están situados en la calle, suelen estar en plazas de aparcamiento para vehículos del  segmento D o familiar. Suele incluir cuadro de acometida, cuadro de mando, con sus protectores correspondientes y línea entre el armario de acometida y los puntos de recarga.
Estos sistemas van superando problemas, como la estandarización de los mismos, ya que será necesario que los sistemas empleados por la industria sean compatibles, compatibilidad que está comenzando a converger en el sistema CCS Combo, el poder recargar con tarjeta (sistema de pago TPV), en vez de tener que usar necesariamente una aplicación (app) y el usar el protocolo abiertos de comunicación OCPI.
Uno de los principales problemas que tiene la recarga de las baterías de los vehículos eléctricos está en la disponibilidad del punto de recarga. 
En los países mediterráneos, a diferencia de otros lugares, la mayoría de los vehículos están estacionados en la vía pública (solo hace falta pasear por cualquier calle de ciudad, o pueblo, y ver la dificultad que hay de encontrar aparcamiento que no sea de pago). En España algo más del 70% de los coches duermen en la calle.
Por tanto, una de las soluciones es la utilización del alumbrado público, que durante el día tiene una disponibilidad de potencia, tendido de canalizaciones, acometida y protecciones eléctricas, para colocar puntos de conexión. Existe un diseño basado en esta solución, que permite la instalación de puntos de recarga en cualquier sitio que exista alumbrado público, pudiendo colocarse varios puntos a partir de un cuadro de alumbrado o un punto de recarga a partir de un punto de luz, con una pequeña modificación en el cuadro eléctrico para que el alumbrado no este encendido y exista suministro eléctrico suficiente en el punto de carga. 
Los cargadores son de carga lenta, dirigidos a los conductores que no disponen de una plaza de garaje para efectuar la recarga. Además, en España, se aprovecharía el menor precio de la electricidad por la noche, al poderse contemplar por los ayuntamientos el ofrecer puntos búho (es decir, de recarga durante toda el periodo nocturno, desde las 10 de la noche), en las zonas de la ORA y otros lugares de la ciudad.
Asimismo, se debe contemplar que en las calles nuevas o remodeladas, deba haber desde el principio, puntos de recarga para vehículos eléctricos, al mismo tiempo que se abran las calles a la circulación.
Por otro lado, las gasolineras nuevas o la situadas en autopistas y autovías, deberían de contar con la misma cantidad de puntos de recarga que de surtidores.

### Edificios de propiedad horizontal
En España, la Ley 49/1960, de 21 de julio, sobre propiedad horizontal, establece en su artículo diecisiete que si se tratara de instalar en el aparcamiento del edificio un punto de recarga de vehículos eléctricos para uso privado, siempre que éste se ubicara en una plaza individual de garaje, sólo se requerirá la comunicación previa a la comunidad de propietarios de que se procederá a su instalación. El coste de dicha instalación será asumido íntegramente por el o los interesados directos en la misma.
En aparcamientos de edificios o estacionamientos de nueva construcción en régimen de propiedad horizontal, se deberá ejecutar una conducción principal por zonas comunitarias (mediante, tubos, canales, bandejas y como máximo de 10 metros), de  modo que se posibilite la realización de derivaciones hasta las estaciones de recarga ubicada en las plazas de  aparcamiento, tal y como se describe en la (ITC) BT 52.
El usuario tiene derecho a hacer uso del contador de su vivienda para la recarga según el esquema 2 de la ITC BT 52.
En otros países también se han creado leyes de avanzada como por ejemplo, una de esas leyes es la Ley número 81, conocida como la “Ley Para el Fomento de los Vehículos Impulsados Mayormente por Electricidad” de Puerto Rico, que reza, y citamos textualmente:
“…En aras de promover la más eficaz conservación de los recursos naturales, así como el desarrollo y aprovechamiento de los mismos para el beneficio general de la comunidad el Estado Libre Asociado de Puerto Rico está determinado a fomentar la utilización y comercialización de los vehículos impulsados mayormente por electricidad. Cónsono con lo anterior, el Estado Libre Asociado de Puerto Rico, promueve la eliminación de todo tipo de obstáculo al establecimiento de la infraestructura necesaria para la instalación y uso de estaciones de recarga de vehículos impulsados mayormente por electricidad.”
Misma ley reza en su Artículo 5.- Establecimiento de Estaciones de Recarga en Condominios:
“Regla General – Será ilegal cualesquiera cláusula, condición, disposición, arreglo o entendido, que restrinja, limite o prohíba de cualquier forma al titular del apartamiento la instalación o el uso de estaciones de recarga de vehículos impulsados mayormente por electricidad sobre los espacios individuales de estacionamiento. En todo caso la estación de recarga a instalarse deberá cumplir con todas las disposiciones y permisos aplicables.”

### Nuevos edificios o aparcamientos

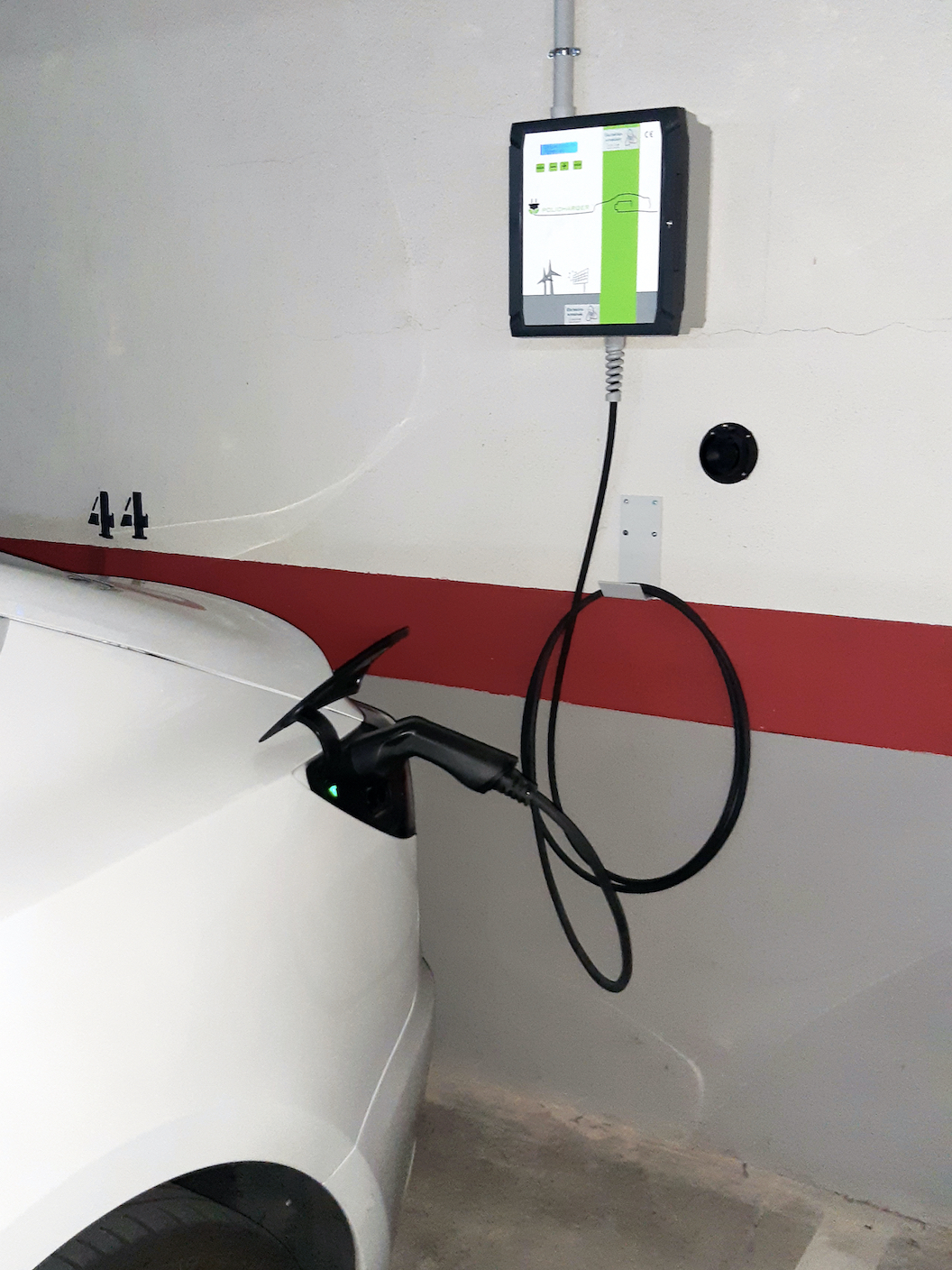
Cargador en aparcamiento

Además de lo anteriormente indicado respecto a los nuevos aparcamientos en propiedad horizontal, en otros edificios o estacionamientos de nueva construcción deberá incluirse instalación eléctrica específica para la recarga de los vehículos eléctricos:
- En aparcamientos o estacionamientos de flotas privadas, cooperativas o de empresa, o los de oficinas, para su propio personal o asociados, o depósitos municipales de vehículos, las instalaciones necesarias para suministrar a una estación de recarga por cada 40 plazas.
- En aparcamientos o estacionamientos públicos permanentes (como los de supermercados, hipermercados, restaurantes, hoteles...), las instalaciones necesarias para suministrar a una estación de recarga por cada 40 plazas.

Se considera que un edificio o estacionamiento es de nueva construcción, cuando el proyecto constructivo se 
presente a la Administración pública competente para su tramitación, en fecha posterior al 30 de junio de 2015.

### Ferrolinera
Se denominan "ferrolineras" las estaciones de carga rápida situadas en tramos interurbanos y alimentadas por el sistema eléctrico del ferrocarril a catenaria.

### Desaparición de los gestores de carga del sistema
En España, existía la figura del gestor de cargas del sistema, de acuerdo con el artículo 1 del Real Decreto 647/2011, de 9 de mayo. Se publicó por la CNE un listado de empresas que han comunicado el inicio de la actividad de gestor de cargas del sistema para la realización de servicios de recarga energética. See derogó la figura del gestor de carga porque suponía un lastre para el despliegue de puntos de recarga, al igual que sucede con el término de potencia.

### Tiempos de recarga
Una estación de carga relativamente sencilla y lenta, con 3,6 kilovatios de potencia (lo que equivale a 230 voltios a 16 amperios) requiere varias horas para recargar completamente un vehículo eléctrico. Por ejemplo, el Nissan Leaf, con una batería de 62 kilovatios-hora tardará aproximadamente 17 horas en recargar (8 horas a 7,3 kilovatios-hora), lo que puede hacerse en el garage del usuario (incluso utilizando la tarifa nocturna) o cuando el mismo está en la oficina de trabajo (también llamado carga vinculada).  
Sin embargo, debe tenerse en cuenta que la mayoría de los usuarios recargarán todos los días, por lo que raramente necesitarán recargar totalmente la batería. Así pues, 3,6 kilovatios de carga pueden ser suficientes para recargar un vehículo aparcado en el hogar o el trabajo, pero nunca para “repostar” en medio de un viaje.
Salvando las limitaciones impuestas por la gestión electrónica de la potencia de recarga y de la química de la batería, la mayor potencia de recarga de una estación puede reducir estos tiempos de manera significativa. Actualmente empresas en todo el mundo están desarrollando sistemas en base al estándar internacional IEC 62196, desarrollado por la International Electrotechnical Commission (IEC), que permite usar los siguientes tipos de enchufes:
- Chademo, “Charge de move” (carga para moverse), es un estándar de carga rápida que puede suministrar hasta 62,5 kW (500 V DC, 125 A).
- VDE-AR-E 2623-2-2, desarrollado en Alemania por la empresa Mennekes proporciona hasta 43,5 kW (400V, 63A, de tres fases) y grado de estanqueidad IPXXB.[15]
- El conector SAE J1772-2009, que puede suministrar 16,8 kW (240V, 70A).
- Serie LIBERA, desarrollado por la compañía SCAME que proporciona hasta 32A en tres fases y grado de estanqueidad IPXXD.

Este último sistema de recarga rápida reduce el tiempo de recarga del Nissan Leaf, cargando las baterías al 80% en aproximadamente 30 minutos (porcentaje máximo que es el ideal para la máxima longevidad de las baterías) y al 50% en 15 minutos.
Pero estos sistemas deben seguir desarrollándose, ya que es comúnmente aceptado en la industria que para que un usuario medio pueda aceptar realizar un repostaje en mitad de un trayecto este debe poder realizarse en menos de 10 minutos, son los llamados “sistemas de recarga rápida”.
El Tesla Supercargador, de Tesla Motors, puede suministrar hasta 120 kW (frente a los 50 kW de Chademo y los 100 kW de SAE International). El de Tesla sería el que permitiera una recarga más rápida, reduciendo aún más el tiempo de recarga, de manera que puede recargar el 80% de la batería en 5-10 minutos, logrando el objetivo antes indicado de carga rápida.

### Aspectos técnicos
Una consecuencia directa de la implementación de estaciones de recarga rápida es la necesidad de una infraestructura eléctrica capaz de suministrar las potencias demandadas ya que la carga rápida requiere un servicio eléctrico de tipo industrial.
El ejemplo siguiente ilustra las necesidades de potencia para un vehículo eléctrico tipo:
- Batería del vehículo: 50 kWh
- Eficiencia del cargador: 100%
- Tiempo de recarga: 10 min (carga rápida)
- % de recarga: 70% (del 10% al 80%)

Con estos datos, la potencia requerida por la red es de (0,7 x 50) / (10 / 60) = 210 kW.
A modo de comparación, se estima que la potencia media contratada por hogar en España es de 4,4 kW, por lo que 210 kW equivalen a la potencia de unos 50 hogares.
Una estación de carga diseñada para la carga rápida de varios vehículos a la vez, similares a las estaciones de servicio de hidrocarburos actuales, puede requerir picos de potencia del orden de varios megavatios, salvo que la estación use baterías para almacenar la electricidad que recibe de forma lenta para transferirla a los vehículos de forma rápida.
En la práctica, la eficiencia energética de una carga rápida de menos de diez minutos es probable que se reduzca significativamente debido a las pérdidas resistivas o pérdidas óhmicas causadas por las altas corrientes requeridas en el interior del vehículo. La energía perdida se convierte directamente en calor, lo que podría perjudicar a la propia batería y a los equipos electrónicos del vehículo por lo que sería necesaria una potencia eléctrica adicional para refrigerar el equipo. El más que probable futuro aumento de la capacidad de las baterías requerirá un aumento de la potencia de carga, de la corriente y de las pérdidas en forma de calor de forma lineal por lo que la carga rápida requerirá nuevas innovaciones conforme se desarrollen vehículos con mayor autonomía.
Las altas potencias requeridas por los sistemas de recarga rápida también pueden suponer un problema para la red eléctrica pudiendo provocar bajadas de tensión o incluso apagones durante las horas punta si demasiados vehículos deciden cargar al mismo tiempo. Para tratar de optimizar la red se puede incentivar la recarga de vehículos en horas valle mediante tarifas eléctricas reducidas. Otra solución es el empleo de sistemas de almacenamiento de energía que permitan reducir la diferencia entre la demanda de la estación de recarga y la red eléctrica, aunque esto supondría una reducción de la eficiencia del sistema debido a las inevitables pérdidas de carga. Otra posibilidad es la generación in-situ, bajo demanda, de potencia eléctrica y de paneles solares.

### Comunicación Vehicle-to-grid (V2G)
La recarga de las baterías de los vehículos eléctricos suponen una gran carga para las redes eléctricas por lo que se hace necesario que, para mitigar esta carga, se trasladen estas demandas a las horas valle de consumo. Con el fin de poder programar estas recargas, ya sea la estación de recarga o el vehículo, deben comunicarse con la “red inteligente”. Estos sistemas, denominados Vehicle-to-grid (V2G) permitirán a los vehículos recargar en horas valle y vender la electricidad a la red en horas punta.

### Estandarización en Europa
El 29 de junio de 2010 las organizaciones de normalización europeas, CEN, CENELEC y ETSI recibieron el mandato M-468 de la Comisión Europea para que elaboraran un sistema común de carga para el vehículo eléctrico.
A raíz de este mandato se formó un grupo de trabajo con los siguientes objetivos:
- Asegurar la interoperabilidad entre los cargadores y la red en los países miembros.
- Asegurar la interoperabilidad entre los cargadores y los vehículos.
- Considerar las posibilidades de carga inteligente de los vehículos eléctricos (V2G).
- Garantizar la seguridad para el usuario y la compatibilidad electromagnética.

Como fruto del mandato se publicó un Informe.
El estándar de recarga es el EN 61851, "Sistema conductivo de carga para vehículos eléctricos" y la ITC BT 52 basada en la Directiva Europea 2014/94/UE.
Sobre la base de dicho estándar se han establecido dos tipos de sistema de recarga de baterías para vehículos eléctricos en zonas de acceso público, la rápida o semirrápida. El sistema de carga semirrápida es aquel con una potencia igual o superior a 15 kW, e inferior a 40 kW y el de carga rápida, aquel con una potencia igual o superior a 40 kW.
El OCPP es un protocolo que permite la interoperabilidad de estaciones y la red de gestión.
En España, las distribuidoras de electricidad están invirtiendo en mejorar la red de estaciones de carga que hay a lo largo de la principales carreteras.

## Sistemas de batería extraíble
Las baterías extraíbles están preparadas para retirarlas del vehículo y cargarlas en casa o bien para cambiarlas por otras ya cargadas.

### Para recarga por el usuario
Está pensado para aquellos que no tengan un lugar donde recargar. La batería puede estar compuesta por un pack,  que podremos ampliar con la adquisición de más baterías. Además de una gran versatilidad, este sistema es sencillo de utilizar, y gracias a un tirador la tarea de retirar la baterías se convierte en una acción muy fácil.

### Cambio robotizado de batería
Las estaciones robotizadas son estaciones de servicio en las que los vehículos eléctricos pueden cambiar las baterías. El objetivo es que el conductor no tenga que bajarse siquiera del vehículo y que todo el proceso dure menos de lo que dura actualmente un repostaje tradicional. Actualmente las baterías de carga más rápida del momento tardan al menos una hora para su recarga completa.
Estas estaciones pretenden completar las necesidades de abastecimiento de los coches eléctricos para largas distancias.
La idea de estas estaciones es que un dispositivo robotizado cambie enteramente la batería del vehículo por otra cargada. El proceso consiste en entrar en un riel tipo lavado de autos que nos sitúa sobre un mecanismo que extrae la batería que se encuentra por debajo del auto y posteriormente monta la nueva para salir finalmente por una rampa. El cliente sigue su viaje conociendo en cualquier momento la autonomía del vehículo. La estación conecta a la red la batería descargada para volverla a llenar de electricidad y ponerla a disposición del próximo cliente. En ningún momento hay flujo de corriente eléctrica hacia el coche. Se pretende que toda la infraestructura necesaria para el funcionamiento de una estación de cambio automático de baterías se instale bajo tierra, dejando la superficie únicamente para el acceso de los vehículos.
La estación  almacenaría alrededor de 12 baterías y necesitaría contar con una potente conexión eléctrica a la red, de manera que pudiera cargar dicha cantidad en una hora.
Un usuario normal llegaría a su casa y enchufaría el coche a la red eléctrica en el garaje para la recarga de las baterías, en puestos de carga en estacionamientos públicos, centros comerciales o sus propias oficinas, pero para un viaje extraordinariamente largo deberán asegurarse el repostaje en una de estas estaciones. Sería interesante para un sector específico como el de los transportistas con flotillas de autos o camiones.
El mayor problema de este sistema es la estandarización ya que los fabricantes tendrían que homologar sus baterías y sistemas de acople a los vehículos para que cualquiera pueda conectarse.
Por otro lado, se va a poner en marcha un sistema de intercambio rápido de baterías del Tesla Model S (y los que están por llegar) en 90 segundos, que inicialmente estará en algún punto entre Los Ángeles y San Francisco.

## Sustitución del electrolito
Una variante de este tipo de sistemas lo constituye la última generación de baterías redox de vanadio. Estas baterías tienen una densidad de energía similar a las baterías de plomo-ácido. Sin embargo, la carga es almacenada únicamente en un electrolito líquido con base de vanadio que puede ser bombeado y sustituido por electrolito cargado.
Este sistema de baterías de vanadio puede ser una tecnología apta para estaciones de carga rápida de vehículos eléctricos debido a su alta densidad de potencia y resistencia en el uso diario. Su principal inconveniente es su precio, ya que las baterías de vanadio cuestan actualmente entre 350 y 600 $/kWh.

## Galería

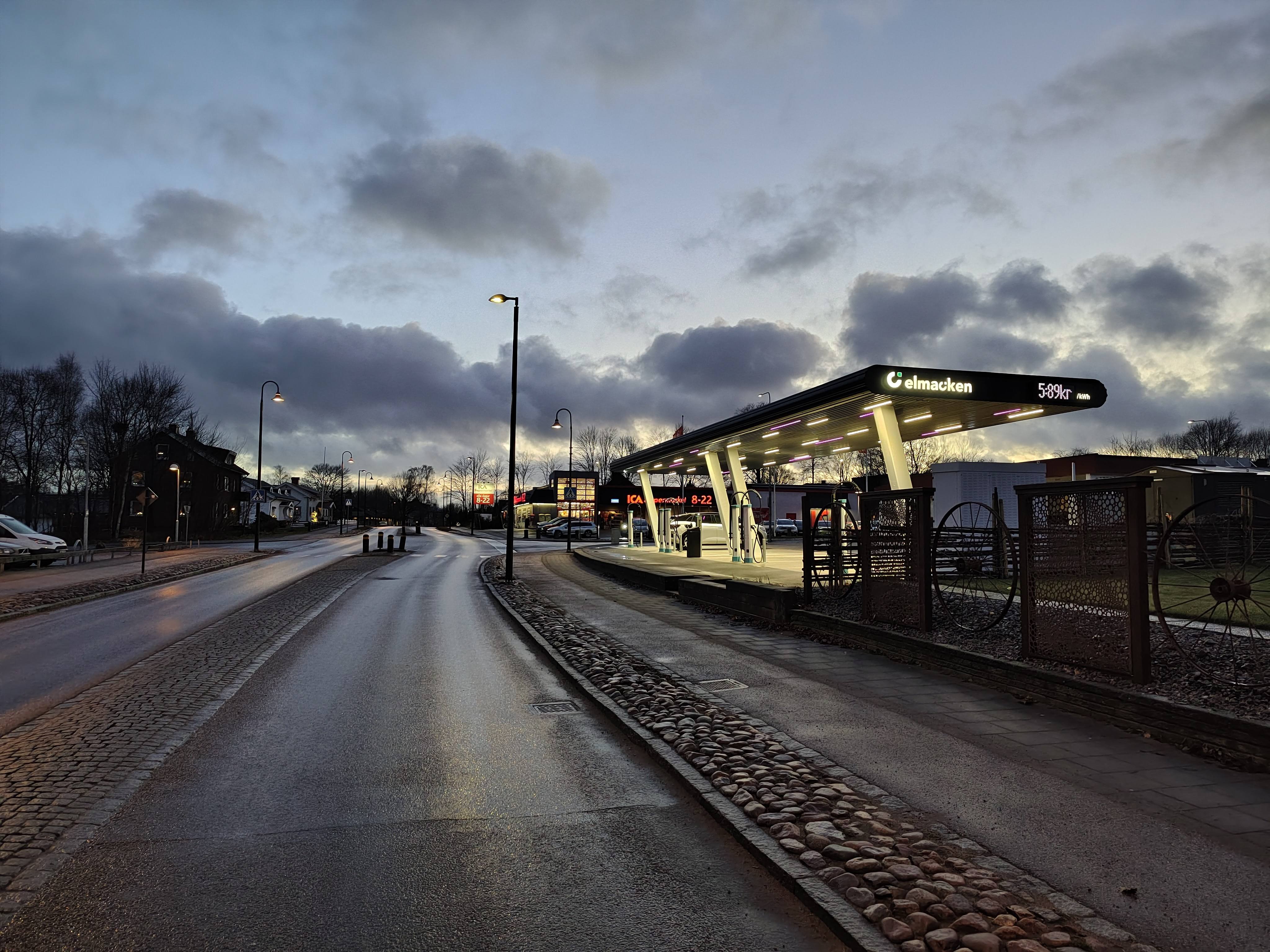
Estación de carga con cargadores rápidos de 400 kW en Smålandsstenar, Suecia.
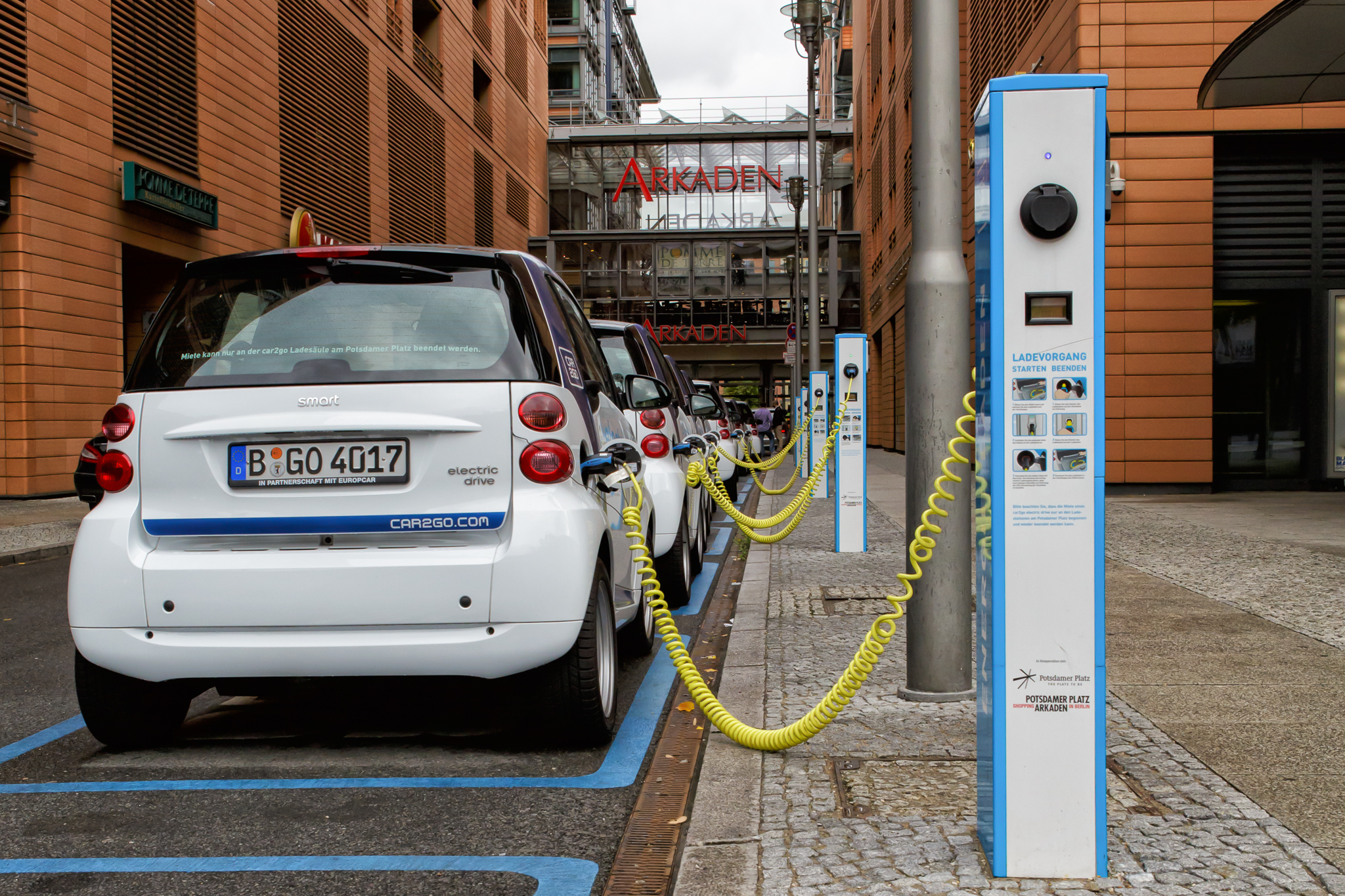
Poste de recarga eléctrico en Potsdamer Platz (Berlín, Alemania).
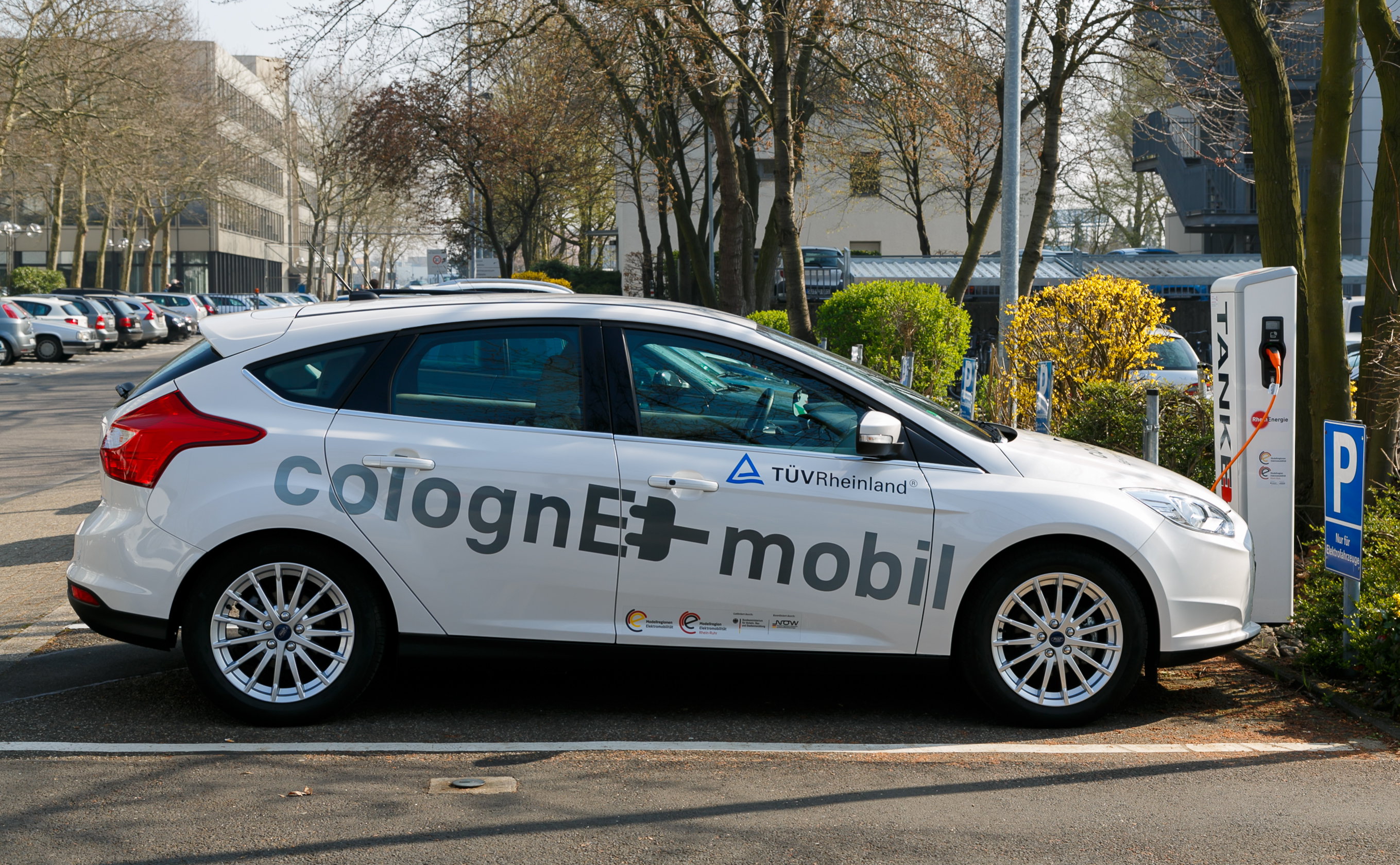
Poste de recarga para el suministro de vehículos eléctricos en la sede de TUV Rheinland (Colonia, Alemania).
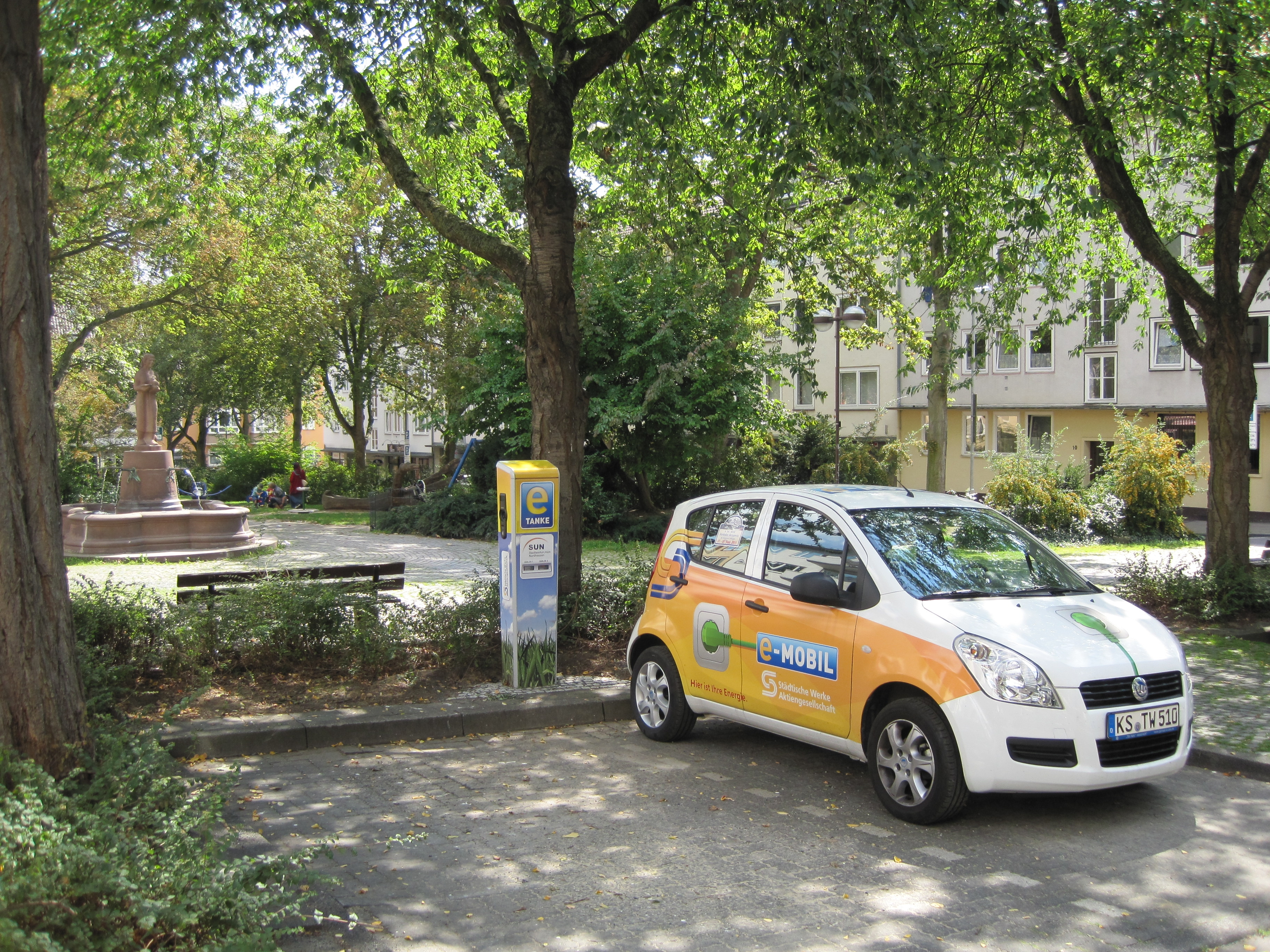
Poste de recarga eléctrico en Kassel, Alemania.
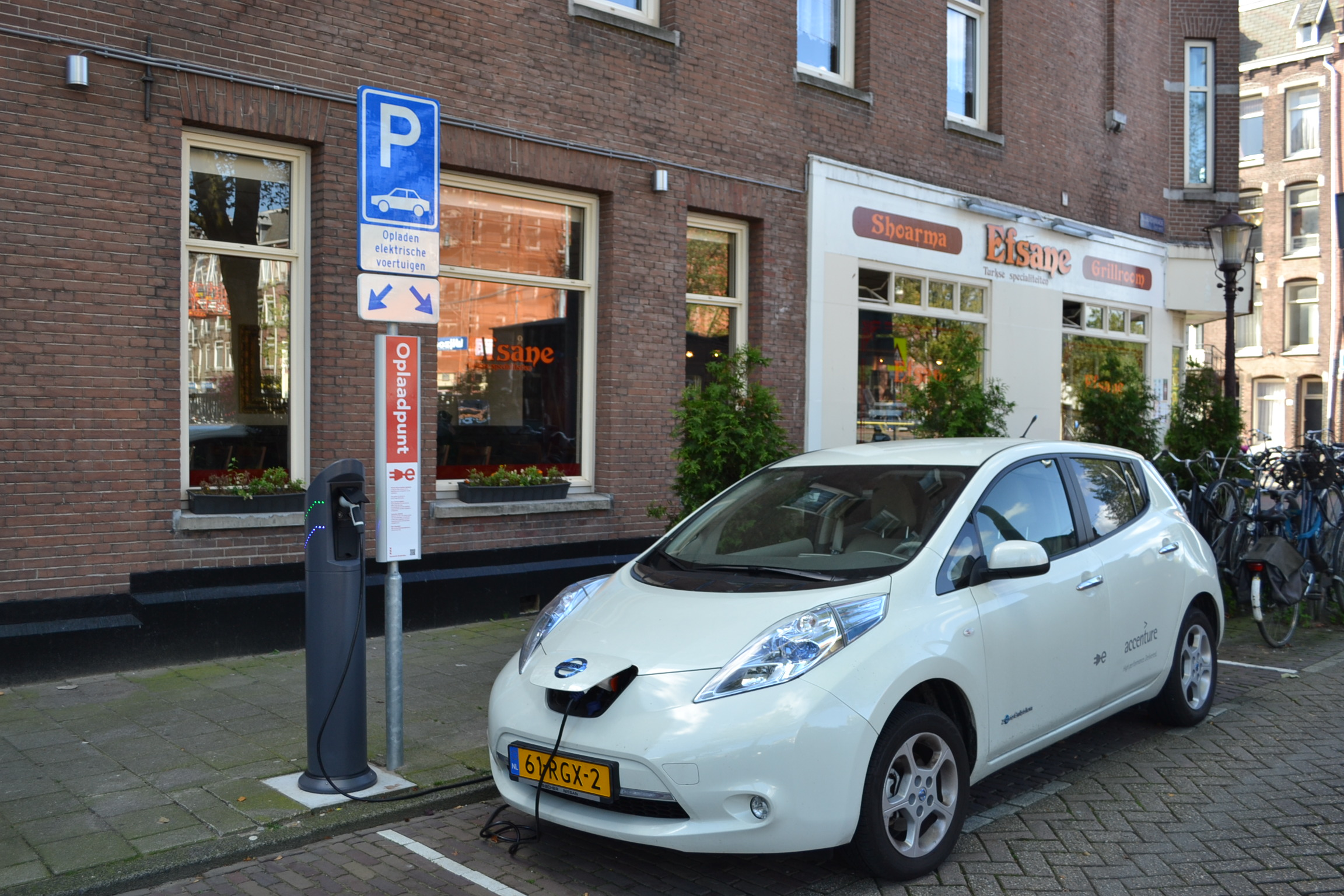
Un Nissan Leaf recargando sus baterías en un punto de recarga público en Ámsterdam, Países Bajos.
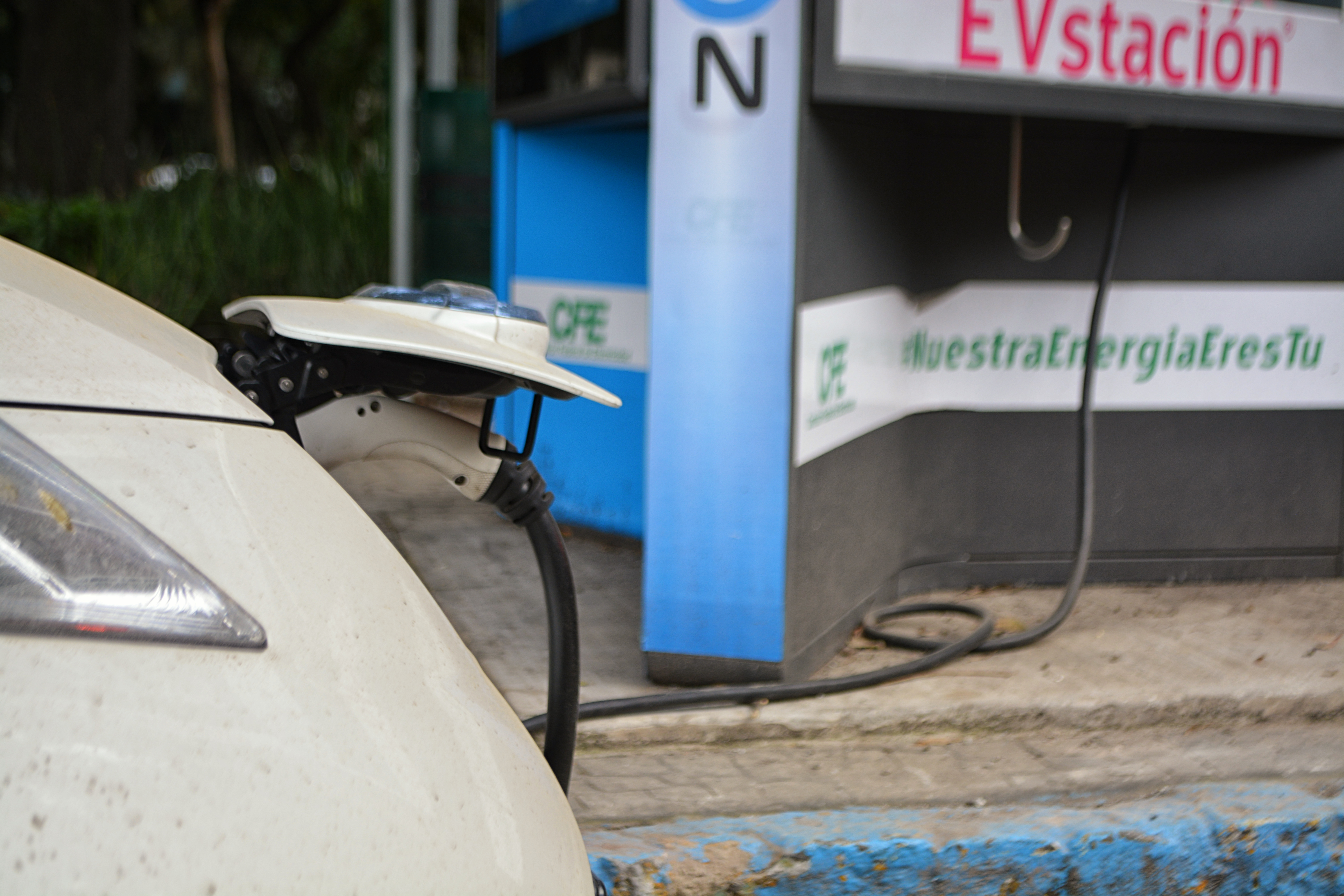
Nissan Leaf cargando en una estación de carga pública en la Colonia Condesa de la Ciudad de México
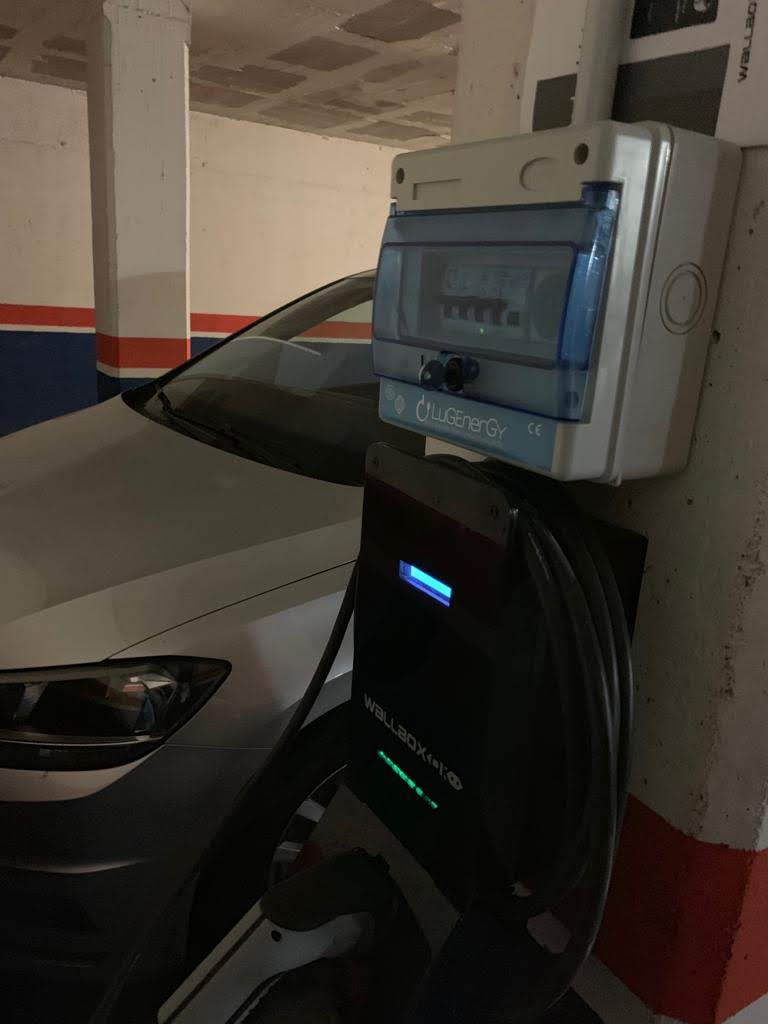
Estación de Recarga en garaje comunitario, se trata de una carga vinculada nocturna (España).